# Alan Nelson
Alan Nelson, né le 11 décembre 1911 à Las Cruces au Nouveau-Mexique et mort le 9 septembre 1966, est un écrivain américain de nouvelles fantastiques et de science-fiction. Il a publié une douzaine de nouvelles dans les années 1940 et 1950, caractérisées en général par leur ton humoristique.

## Œuvre

### Recueils de nouvelles
- (en) Doctor Departure and Others[2], 1989
- (en) Man in a Hurry[3], 2014

### Nouvelles
- L'Homme pressé, 1988 ((en) Man in a Hurry, 1944)Publiée dans Le Piano satanique, Encrage, coll. « Pulps » no 6
- (en) Professor Pfaff's Last Recital, 1946
- Narapoïa, 1957 ((en) Narapoia, 1948)Publiée dans la revue Fiction no 38, OPTA. Réédité dans Histoires à rebours, Le Livre de poche, coll. « La Grande Anthologie de la science-fiction » no 3773, 1976 (réédition en 1984)
- (en) Cattivo, 1951
- (en) No Strings Attached, 1952
- (en) The Gualcophone, 1952
- (en) Pot Luck, 1952
- (en) The City Where No One Dies, 1952
- Les Conséquences d'un savon, 1954 ((en) Soap Opera, 1953)Publiée dans la revue Fiction no 8, OPTA
- Mais le silence est d'or, 1955 ((en) Silenzia, 1953)Publiée dans la revue Fiction no 14, OPTA
- Avec des gants…, 1958 ((en) The Shopdropper, 1954)Publiée dans la revue Fiction no 52, OPTA. Cette nouvelle a aussi été éditée sous le titre Le Dévoleur dans Histoires de médecins, Le Livre de poche, coll. « La Grande Anthologie de la science-fiction » no 3781, 1983